# Vertrag von Dresden (1699)
Bündnisverträge

Preobraschenskoje (1699) • Dresden (1699) • Narva (1704) • Dresden (1709) • Thorn (1709) • Kopenhagen (1709) • Hannover (1710) • Lutsk (1711) • Adrianopel (1713) • Schwedt (1713) • Stettin (1715) • Berlin (1715) • Greifswald (1715)
Friedensverträge

Traventhal (1700) • Warschau (1705) • Altranstädt (1706) • Pruth (1711) • Frederiksborg (1720) • Stockholm (1719) • Stockholm (1720) • Nystad (1721)  • Stockholm (1729)
Kapitulationen

Estland und Livland (1710)
Der Bündnisvertrag von Dresden war ein dänisch-sächsisches Offensiv- und Defensivbündnis und wurde am 15. Septemberjul. / 25. September 1699greg. in der sächsischen Hauptstadt Dresden zwischen dem dänischen Unterhändler Christian Detlev von Reventlow und dem sächsischen Generalleutnant Jacob Heinrich von Flemming unterzeichnet.

## Vertragspartner
Bereits am 29. März 1698 war zwischen beiden Staaten ein 14-seitiger Allianzvertrag von Kopenhagen verfasst worden. Nach dem Tod des dänischen Königs Christian V. wurde sein Sohn Friedrich IV. am 25. August 1699 zum König gekrönt. Bald darauf suchte er Verbündete für einen erneuten Krieg gegen Schweden. Das Ziel des neuen dänischen Königs war es, die während des Schonischen Krieges verlorenen Provinzen Schonen, Blekinge und Halland zurückzugewinnen. Bedingt durch den personellen Thronwechsel in Dänemark entsandte Friedrich IV. seinen Schwager Christian Detlev von Reventlow mit einer geheimen Mission nach Dresden, um August den Starken, Kurfürst von Sachsen und König von Polen, zu einer noch engeren Allianz gegen den Schwedenkönig zu bewegen.
August suchte Bündnispartner für den geplanten Krieg gegen den unerfahrenen und sehr jungen König Karl XII. und Stanislaus I. Leszczyński, seinen polnischen Gegenkandidaten im Kampf um die polnische Krone. Während die Dänen und Sachsen miteinander verhandelten, schloss August eine Defensivallianz mit den Schweden. Die Verhandlungen zwischen den Dänen und den Sachsen blieben den Schweden verborgen.
Die beiden Monarchen verpflichteten sich zur gegenseitigen Unterstützung im Kampf gegen Schweden. Außerdem wurde von beiden Seiten die Wichtigkeit eines weiteren Bündnispartners festgehalten. Zu diesem Zweck begannen im Herbst Gespräche mit dem russischen Zaren Peter I. Mit dem russischen Zaren hatte es bereits ein Jahr zuvor dazu Gespräche im Rahmen seiner Großen Gesandtschaft gegeben, der Zar musste aber nach Moskau abreisen, um den Zweiten Strelitzenaufstand niederzuschlagen. Die Ergebnisse der Verhandlungen mündeten in dem Vertrag von Kopenhagen, in welchem der russische Zar dem Bündnis beitrat.
Der Vertrag hielt nur ein Jahr. Nach der Landung bei Humlebæk und dem darauf zwischen Schweden und Dänemark-Norwegen geschlossenen Friedensvertrag von Traventhal wurde der Bündnisvertrag von Dänemark-Norwegen aufgekündigt.